# Lijst van voorzitters van de FNV
Dit is een lijst van voorzitters van de Federatie Nederlandse Vakbeweging sinds de oprichting van de organisatie in 1976.
| Periode    | Foto | Voorzitter                                     | Opmerkingen                                              |
| ---------- | ---- | ---------------------------------------------- | -------------------------------------------------------- |
| 1976-1986  |      | Wim Kok                                        | Sinds 1972 van de Nederlands Verbond van Vakverenigingen |
| 1986-1988  |      | Hans Pont                                      |                                                          |
| 1988-1997  |      | Johan Stekelenburg                             |                                                          |
| 1997-2005  |      | Lodewijk de Waal                               |                                                          |
| 2005-2012  |      | Agnes Jongerius                                |                                                          |
| 2012-2016  |      | Ton Heerts                                     | eerder bestuurder bij het CNV                            |
| 2016-2017  |      | Catelene Passchier, Ruud Kuin en Gijs van Dijk | waarnemend                                               |
| 2017-2021  |      | Han Busker                                     |                                                          |
| 2021-2025  |      | Tuur Elzinga                                   |                                                          |
| 2025-2025  |      | Henk de Jong                                   | interim-voorzitter                                       |
| 2025-heden |      | Dick Koerselman                                | interim-voorzitter                                       |